# Pierre de Dammartin
Pierre de Dammartin, né vers 1075 et mort le 13 septembre de l'année 1105 ou 1106, est comte de Dammartin, au début du XIIe siècle. Il est le fils d'Hugues de Dammartin et de son épouse Rohese de Bulles.

## Biographie
À la mort de son père Hugues de Dammartin vers 1103, il hérite du comté de Dammartin.
Il est un bienfaiteur du prieuré Saint-Leu-d'Esserent, fondé par son père, auquel il vend des vignes en 1104.
Il meurt le 13 septembre de l'année 1105 ou 1106 au château de Rosnay, et son fils unique, probablement prénommé Hugues II, étant encore très jeune n'est comte qu'à titre honorifique, le comté étant administré par l'époux de sa sœur Adèle, Albéric Ier de Mello.

## Mariage et enfants
Il épouse une dame prénommée Eustachie, dont le nom de famille est inconnu, avec qui il a un enfant, :
- un garçon probablement nommé Hugues II de Dammartin, qui succède à son père dans ses titres. Encore mineur, le comté est administré par sa tante Adèle de Dammartin et l'époux de celle-ci, Albéric Ier de Mello. Hugues II semble être décédé peu après 1107, toujours mineur. Il a peut-être été fiancé ou marié très jeune à Clémence de Bar, fille du comte Renaud Ier de Bar et de Gisèle de Vaudémont.